# Pristidactylus valeriae
Pristidactylus valeriae är en ödleart som beskrevs av  Donoso-barros 1966. Pristidactylus valeriae ingår i släktet Pristidactylus och familjen Polychrotidae. IUCN kategoriserar arten globalt som otillräckligt studerad. Inga underarter finns listade i Catalogue of Life.